# Ștefan Uroș al II-lea Milutin
Ștefan Uroș al II-lea Milutin (în sârbă Стефан Урош II Милутин; n. 1253 – d. 12 noiembrie 1321, Donje Nerodimlje⁠(d), Serbia), cunoscut sub numele de Ștefan Milutin (în sârbă Стефан Милутин), a fost regele Serbiei între 1282 și 1321, membru al dinastiei Nemanjić. A fost unul dintre cei mai puternici conducători ai Serbiei în Evul Mediu. Milutin este menționat că ar fi rezistat din răsputeri eforturilor împăratului bizantin Mihail al VIII-lea Paleologul de a impune catolicismul roman în Balcani după Cel de-al doilea Sinod de la Lyon în 1274. Ca majoritatea monarhilor din casa de Nemanjić, el a fost proclamat sfânt de către Biserica Ortodoxă Sârbă cu o zi de sărbătoare pe 30 octombrie.

## Tinerețe

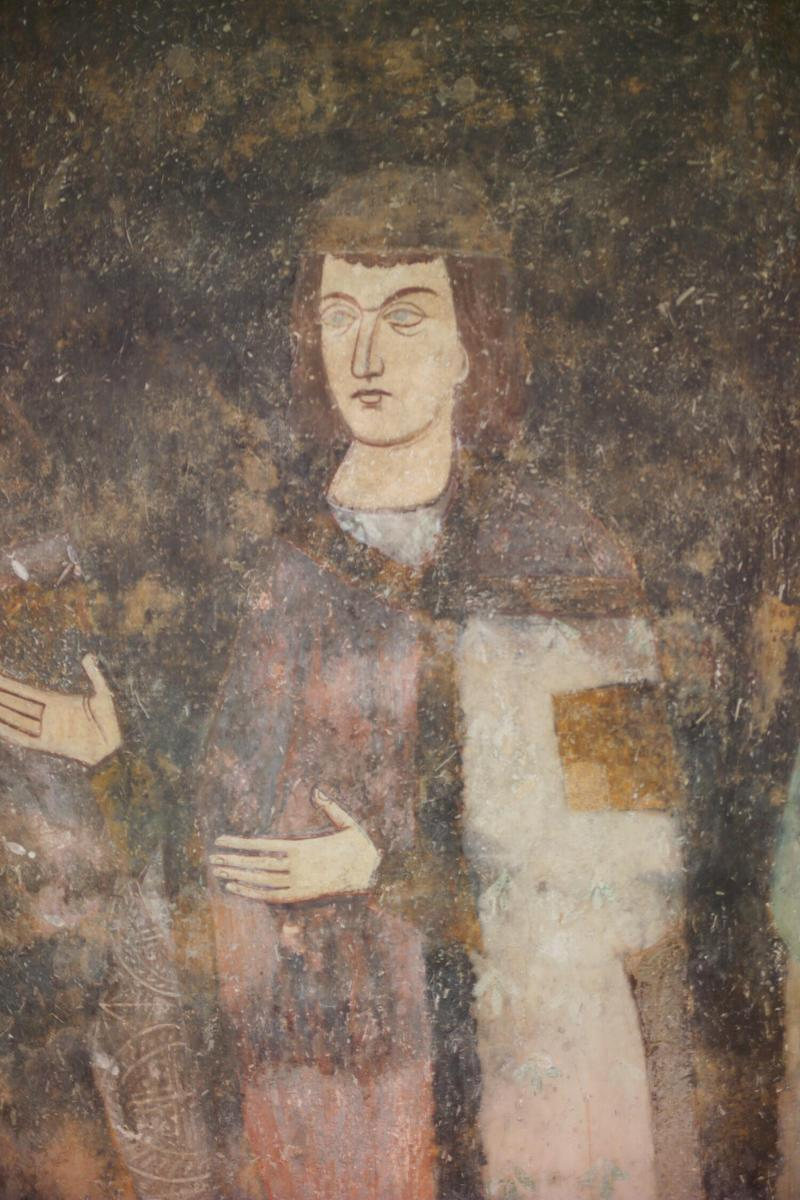
Tânărul Milutin, frescă de la Sopoćani

A fost cel mai tânăr fiu al regelui Ștefan Uroš I și al soției sale, Elena de Anjou. 
Fratele mai mare al regelui Uroš I, Ștefan Dragutin a primit, în 1268, titlul de „rege tânăr” ca semn al dreptului său de a-l urma pe tatăl său la tron, după un tratat de pace între Ștefan Uroš I și Béla al IV-lea al Ungariei, care a fost bunicul soției lui Dragutin, Caterina a Ungariei, regina Serbiei. Ștefan Dragutin s-a revoltat împotriva tatălui său și l-a obligat să abdice cu ajutorul maghiar în 1282.
În mod neașteptat, după câteva luni, Uroș al II-lea Milutin a devenit rege al Serbiei după abdicarea fratelui său Stefan Dragutin, după un accident de călărie al acestuia, dar Stefan Dragutin a păstrat regiunile nordice ale Serbiei de-a lungul graniței cu Ungaria. 
Ștefan Uroș al II-lea Milutin în 1282 avea în jur de 29 de ani. Imediat după urcarea pe tron a atacat ținuturile bizantine din Macedonia. În 1282, el a cucerit părțile de nord ale Macedoniei, inclusiv orașul Skoplje, care a devenit capitala sa. Împăratul bizantin Mihail al VIII-lea Paleologul a început pregătirile pentru război, dar a murit înainte de finalizarea lor. Anul următor Milutin împreună cu fratele său au avansat adânc în teritoriul bizantin până la Kavala. 
În 1284, Milutin a obținut controlul asupra Albaniei de nord și a orașului Dyrrachion (Durrës). În următorii 15 ani nu au apărut modificări teritoriale în acest război. Pacea a fost încheiată în 1299, când Milutin a păstrat pământurile cucerite ca zestre a prințesei Simonis, fiica împăratului Andronic al II-lea Paleologul, care a devenit a patra soție a sa. În župa (parohia) Nerodimlje, Milutin a avut trei Curți, în Nerodimlje (protejată de pădurea Petrič ), castelul Svrčin și Pauni.

## Războiul cu bulgarii și cu mongolii
La sfârșitul secolului al XIII-lea, nobilii feudali bulgari, Darman și Kudelin, au condus împreună regiunea Braničevo (din Serbia modernă), ca domnii independenți sau semi-independenți. Au atacat în mod regulat Regatul din Sirmia al lui Ștefan Dragutin, la Mačva, o zonă aflată anterior sub suveranitatea Elisabetei a Ungariei. Regina maghiară a trimis anterior trupe pentru a  revendica regiunea Braničevo în 1282–1284, însă forțele ei au fost respinse, iar trupele fraților Darman și Kudelin au contraatacat și au jefuit ca represalii. 
O altă campanie, organizată de această dată atât de Dragutin cât și de Elisabeta, nu a reușit să cucerească domeniile lui Darman și Kudelin în 1285 și a avut loc un  alt contraatac al fraților.  
Abia în 1291, o forță comună a lui Dragutin și a regelui sârb Ștefan Milutin a reușit să-i învingă pe frați și, pentru prima dată, regiunea a intrat sub stăpânirea unui sârb, deoarece a fost anexată de Dragutin. Ca răspuns al anexării regiunii Braničevo de către Ștefan Dragutin, prințul bulgar Șișman, care a ajuns să conducă principatul semi-independent al Vidinului în jurul anilor 1280, a început să atace domeniile sârbe din vestul său. 
Șișman a fost un vasal al lui Nogai Han, han al Hoardei de Aur și a căutat să-și extindă teritoriile către vest, invadând Serbia și ajungând până la Hvosno, dar bulgarii nu au reușit să cucerească Ždrelo (lângă Peć) și au fost urmăriți înapoi la Vidin de către sârbi. Milutin a devastat Vidinul și restul stăpânirii lui Șișman, făcându-l pe Șișman să se refugieze în cealaltă parte a Dunării. Cei doi au devenit totuși aliați după ce Milutin l-a căsătorit pe županul Dragoš cu fiica lui Șișman, ulterior Milutin a dat-o de soție pe fiica sa Neda (cu titlul Anna) fiului lui Șișman, Mihai, care avea să devină țarul Bulgariei în 1323. 

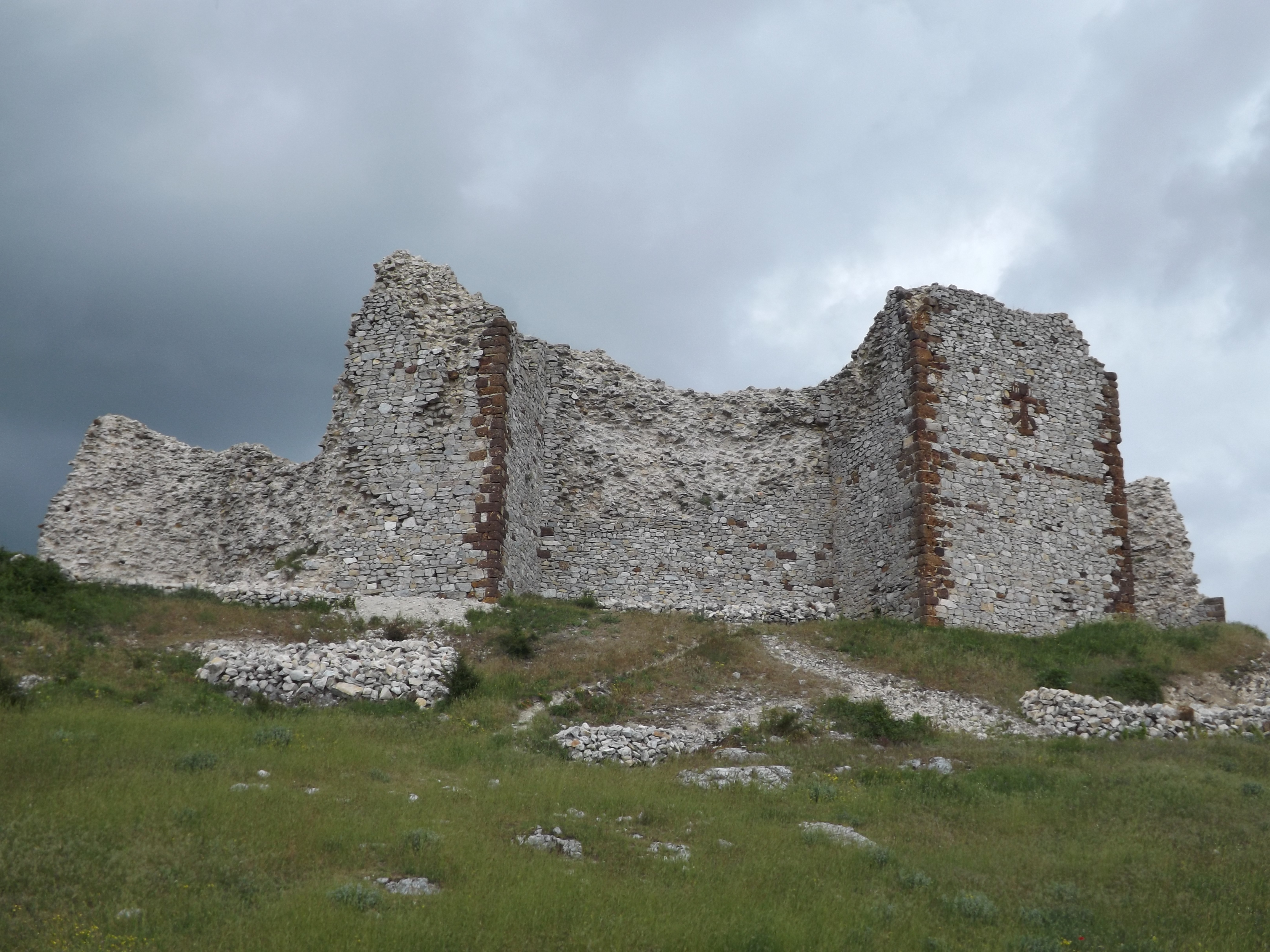
Cetatea Novo Brdo a fost construită de Ștefan Milutin în 1285.

Milutin și Nogai Han vor intra în conflict în curând din cauza războiului cu Țaratul Vidinului. Nogai a lansat o campanie împotriva Serbiei, dar Milutin a făcut pace trimițăndu-i pe fiul său Stefan Dečanski la curtea lui Nogai. Stefan a rămas la Curtea hanului până în 1296 sau până la moartea lui Nogai Han în 1299. 

## Feuda fraților
Disputele au început între Milutin și fratele său Ștefan Dragutin după ce în 1299 a fost semnat un tratat de pace cu Imperiul Bizantin. Între timp, Dragutin a ținut terenuri de la Braničevo în est, până la râul Bosna, în vest. Capitala sa era Belgradul . Războiul a izbucnit între frați și a durat, cu încetarea focurilor sporadice, până la moartea lui Dragutin în 1314. În timpul acestui război, Milutin la numit pe Ștefan Dečanski ca regent în Zeta, Muntenegrul modern. Aceasta a însemnat că Ștefan Dečanski urma să fie moștenitor al tronului din Serbia și nu fiul lui Dragutin, Stefan Vladislav al II-lea . 

## Bătălii și conducere supremă
El a cucerit cetatea Durres în 1296. La 15 martie 1306, Milutin a emis o cartă către Mănăstirea Ratac în care l-a numit pe fiul său Ștefan drept viitorul său succesor.

1. Statul lui Milutin; 2. Statul lui Stefan Dragutin; 3. Câștigurile teritoriale ale lui Milutin până în 1299; 4. Pierderi temporare teritoriale în Hum.

Bătălia de la Gallipoli (1312) a fost dată de trupele sârbe trimise de Ștefan Milutin pentru a-l ajuta pe împăratul bizantin Andronikos la apărarea pământurilor sale împotriva turcilor. După numeroase încercări de cucerire din partea turcilor, Imperiul Bizantin care se prăbușea rapid a fost forțat să solicite ajutorul Serbiei. Turcii au prădat și jefuit țara și cele două armate s-au întâlnit în peninsula Gallipoli unde turcii au fost înfrânți decisiv. Ca recunoștință pentru ajutor, a primit orașul Kucovo. 
La moartea lui Ștefan Dragutin în 1314, el a cucerit cea mai mare parte a țării sale, inclusiv Belgradul și a început a-i persecuta și a-i reboteza pe catolici, ceea ce a dus la o cruciadă inițiată de Papa Ioan al XXII-lea  În 1318, a avut loc o revoltă a nobililor albanezi împotriva stăpânirii lui Ștefan Milutin, despre care unele surse cred că a fost pusă la cale de prințul Filip I de Taranto și de Papa Ioan al XXII-lea pentru a slăbi stăpânirea lui Ștefan Milutin. Însă Milutin a învins pe rebeli fără prea multe dificultăți. În 1319, Carol I al Ungariei a recăpătat controlul asupra Belgradului și a banovinei Mačva, în timp ce Milutin a controlat regiunea Braničevo. În anul 1314, fiul lui Milutin, Stefan Dečanski, s-a revoltat împotriva tatălui său, dar a fost capturat, orbit parțial și trimis în exil la Constantinopol. Pentru restul domniei, fiul său cel mai mic, Stefan Constantin, a fost considerat moștenitor al tronului, dar în primăvara anului 1321, Ștefan Dečanski s-a întors în Serbia și a fost grațiat de tatăl său. 
Timpul domniei sale a fost marcat de ostilitate față de catolicism și convertirea catolicilor care au provocat rebeliunea nobilimii catolice. Papa Ioan XXII l-a numit pe Ștefan Milutin drept „dușmanul credinței creștine”. 

## Familie
Milutin a fost căsătorit de cinci ori. Sunt patru versiuni diferite privind numele lor, anii de căsătorie sau în privința copiilor. Cu prima sa soție, care este necunoscută (Elena ?, fiica unui domn feudal sârb necunoscut?), Ștefan Milutin a avut un fiu, Ștefan Constantin  (diverși istorici o numesc și pe Elisabeta sau Ana Terter, mama lui Constantin). Cu a doua sa soție, fiica sebastokratōr-ului Ioan I Dukas al Tesaliei, el nu a avut copii. Cu a treia soție, Elisabeta, fiica regelui Ștefan al V-lea al Ungariei și a reginei Elisabeta Cumana, Milutin a avut o fiică, Zorica. Cu a patra sa soție, Ana Terter, prințesă a Bulgariei, fiica țarului bulgar George I Terter, a avut doi copii, regele Ștefan Uroš al III-lea  și Anna Neda, care s-a căsătorit cu Mihai Șișman. Cu a cincea sa soție, Simonis (sau Simonida), fiica împăratului Andronic al II-lea Paleologul, nu a avut copii.

## Urmări și moștenire

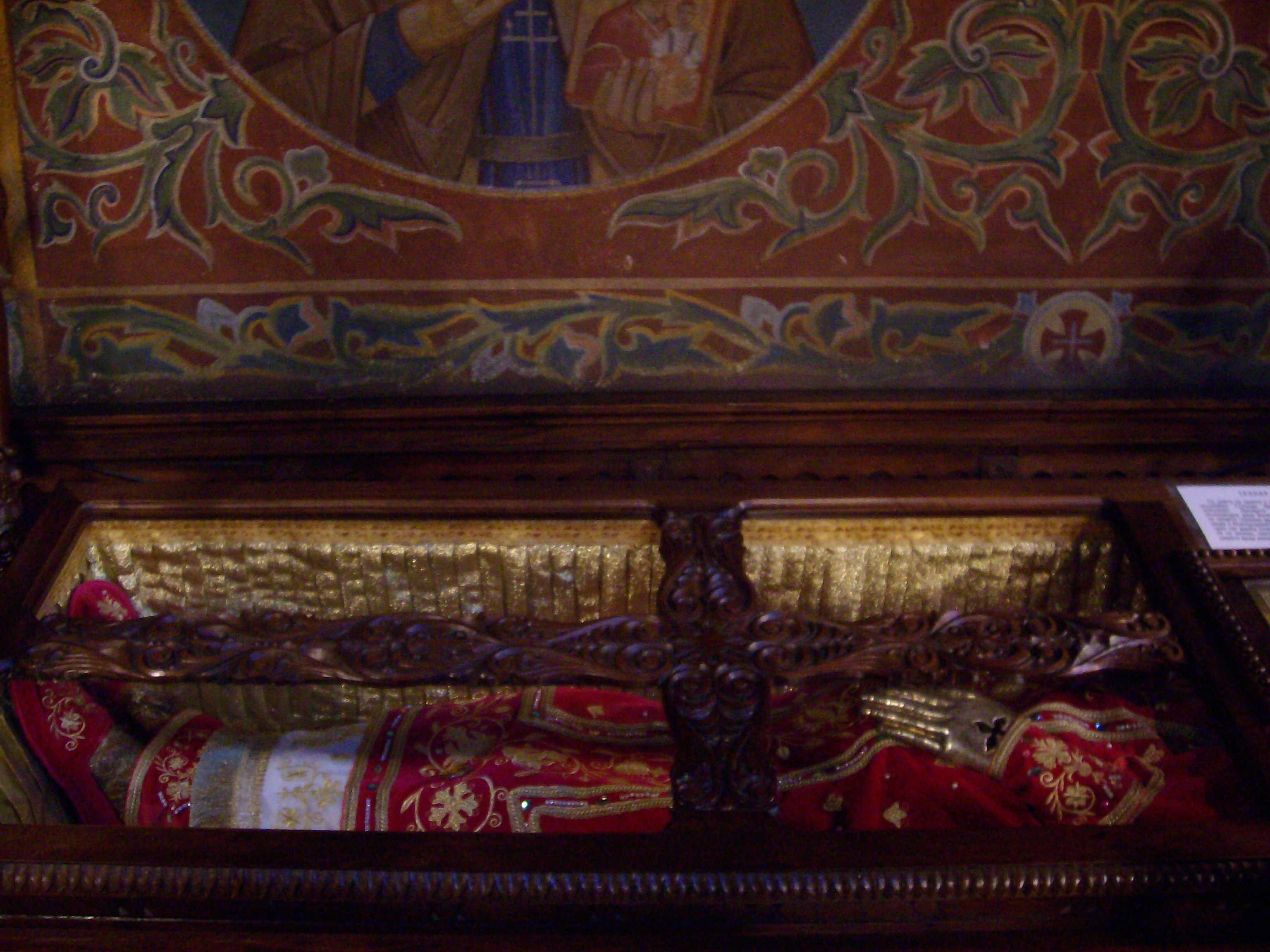
Moaștele Sf. Ștefan Milutin în Biserica Sf Nedelia, Sofia

La sfârșitul vieții sale, Serbia era pe locul doi în sud-estul Europei, după Ungaria. În timpul domniei sale, multe ceremonii ale curții au fost preluate de la curtea bizantină și cultura bizantină s-a revărsat asupra Serbiei. Milutin a fost cunoscut și ca întemeietorul multor mănăstiri: mănăstirea Gračanica, Biserica Maicii Domnului din Ljeviska (Ljeviš), biserica Vavedenie din Hilandaru și multe altele. După moartea sa, a urmat un scurt război civil, după care pe tronul sârb a urcat fiul său cel mai mare, Ștefan Dečanski. 
El a fost inclus pe locul 5 în lista și cartea din 1993 a celor mai proeminenți 100 de sârbi (sârbă: 100 најзнаменитијих Срба). Cartea cu cele 100 de biografii a fost redactată de membri ai Academiei Sârbe de Științe și Arte și anume Sava Vuković, Pavle Ivić, Dragoslav Srejović, Dejan Medaković, Dragomir Vitorović, Zvonimir Kostić, Vasilije Krestić, Miroslav Pantić și Danica Petrović.
Regele Ștefan Milutin a fondat un spital în Constantinopole, care a devenit ulterior o școală de medicină. De asemenea, a ridicat numeroase biserici și mănăstiri, printre care mănăstirea Gračanica, Biserica Maicii Domnului din Ljeviska (Ljeviš), biserica Vavedenie din Hilandaru, mănăstirea Koroglaš și mănăstirea Vratna.